# WITJ
El WITJ (sigla de la expresión irlandesa "Whiskey in the Jar") es un movimiento atribuido a algunas tribus urbanas del sur de España. Se caracteriza por un marcado hedonismo autodestructivo relacionado con el consumo de bebidas alcohólicas, drogas blandas, promiscuidad sexual y culto a los años setenta y ochenta. 
Aunque no se sabe con certeza cuándo ni cómo nació, los seguidores de este movimiento atribuyen su creación al espíritu nocturno de la ciudad española de Granada. Sus orígenes suelen asociarse a las tribus basadas en estética punk y en la música heavy metal, aunque parte de su ideología está vinculada con la temática cyberpunk. 
El credo de pensamiento WITJ consiste en:
- Desprecio absoluto hacia la salud de uno mismo.
- Desapego a lo material a favor de lo emocional.
- Consumo irresponsable de bebidas alcohólicas y drogas.
- Exaltación de la actividad sexual y la promiscuidad.
- Fetichismo hacia iconos propios de los años setenta y ochenta así como de la cultura cyberpunk.
- Culto a la música punk y electrónica.
- Irresponsabilidad cívica.
- Desprecio hacia las normas sociales.

## Polémica
Debido a su consumo desenfrenado de drogas y a sus actos vandálicos, los seguidores del pensamiento WITJ han sido muchas veces comparados a otras tribus urbanas de carácter político como los Skinhead o los antifascistas aunque su relevancia es mucho menor y con un fuerte carácter local.
- Datos: Q6165886